# 塩崎栄多
塩﨑 栄多（しおざき えいた、2001年7月2日 - ）は、静岡県浜松市出身のプロ野球選手（外野手）。右投左打。くふうハヤテベンチャーズ静岡所属。

## 経歴
浜松市立北浜中学校で1年生の時に軟式野球を始める。
静岡県立浜松工業高等学校では2年次春から外野手としてレギュラーをつかんだ。2年次の夏大会では3回戦の静岡県立島田商業高等学校戦で最速140k/mの小林史弥から本塁打を打つなど全試合で3番を打つ。3年次には春、夏の県大会ともに4強入りするチームで4番を担った。しかし同年のNPBドラフト会議では指名はなかった。
名城大学では、2年生の秋から試合に出場し3年秋には初めて規定打席に到達した。4年次秋には打率.385を記録し首位打者とベストナインを獲得する。全国大会では3年次春の全日本大学野球選手権大会と同秋の明治神宮野球大会に出場し全6試合で15打数6安打4割を記録した。同級生に岩井俊介、松本凌人がいた。
2023年11月に四国アイランドリーグplusの徳島インディゴソックスのトライアウト特別合格選手となり、2024年1月に入団が発表された。
徳島では初年度から主力となり、打率.273を記録した。シーズン終了後の10月25日に自由契約での退団が発表された。
11月2日に、前年よりウエスタン・リーグに参入したくふうハヤテベンチャーズ静岡のトライアウトに参加した。その理由について「ハヤテなら相手が全てファームで、アピールの機会も多い」「来年、年齢も25歳になる。最後は地元からNPBに行きたいなという気持ちになった」と述べた。2024年12月16日に入団が発表された。背番号は55。

## 詳細情報

### 独立リーグでの打撃成績
出典はリーグのデータサイト。
| 年 度     | 球 団     | 試 合 | 打 席 | 打 数 | 得 点 | 安 打 | 二 塁 打 | 三 塁 打 | 本 塁 打 | 塁 打 | 打 点 | 盗 塁 | 盗 塁 死 | 犠 打 | 犠 飛 | 四 球 | 敬 遠 | 死 球 | 三 振 | 併 殺 打 | 打 率 | 出 塁 率 | 長 打 率 | O P S |
| --------- | --------- | ----- | ----- | ----- | ----- | ----- | -------- | -------- | -------- | ----- | ----- | ----- | -------- | ----- | ----- | ----- | ----- | ----- | ----- | -------- | ----- | -------- | -------- | ----- |
| 2024      | 徳島      | 66    | 253   | 187   | 42    | 51    | 9        | 5        | 4        | 82    | 30    | 9     | 0        | 0     | 2     | 50    | -     | 14    | 45    | 4        | .273  | .455     | .439     | .893  |
| 通算：1年 | 通算：1年 | 66    | 253   | 187   | 42    | 51    | 9        | 5        | 4        | 82    | 30    | 9     | 0        | 0     | 2     | 50    | -     | 14    | 45    | 4        | .273  | .455     | .439     | .893  |

### 背番号
- 24（2024年）
- 55（2025年 - ）